# Pseudothyridium centralis
Pseudothyridium centralis är en skalbaggsart som beskrevs av Soula 2002. Pseudothyridium centralis ingår i släktet Pseudothyridium och familjen Rutelidae. Inga underarter finns listade i Catalogue of Life.